# Council of European Aerospace Societies
Der Council of European Aerospace Societies (CEAS) wurde 1993 als Verband der europäischen Luft- und Raumfahrtgesellschaften in Anerkennung des zunehmend internationalen wichtigen Charakters der Luft- und Raumfahrtbranche gebildet.
Die Organisation hat ihren Sitz in Brüssel.
1993 war es zunächst ein Bündnis, 2003 erfolgte die Umwandlung in einen Rat, mit der Absicht, eine verbesserte Zusammenarbeit, einen rechtlichen Status und eine bessere Nutzung der Ressourcen der beteiligten Gesellschaften zu schaffen. Zurzeit gehören über 25.000 Mitglieder aus über 10 Verbänden zu CEAS.
Die initiale Bezeichnung war International Conference of the European Aerospace societies (kurz: CEAS mit Jahreszahl), die zweijährlich von einem Vollmitglied organisiert wird.
So war die CEAS 2007 in Berlin, veranstaltet durch die Deutsche Gesellschaft für Luft- und Raumfahrt. 2009 fand die CEAS in Manchester, 2011 in Venedig statt. 2019 fand die CEAS in Delft statt.

## Mitglieder

### Vollmitglieder
- Association Aéronautique et Astronautique de France (3AF)
- Asociación de Ingenieros Aeronáuticos de España (AIAE)
- Associazione Italiana di Aeronautica e Astronautica (AIDAA)
- Deutsche Gesellschaft für Luft- und Raumfahrt – Lilienthal-Oberth (DGLR)
- FlygTekniska Föreningen (FTF)
- Hellenic Aeronautical Engineers Society (HAES)
- Nederlandse Vereniging voor Luchtvaarttechniek (NVvL)
- Royal Aeronautical Society (RAeS)
- Schweizerische Vereinigung für Flugwissenschaften (SVfW)
- Asociaţia Aeronautică si Astronautică a României (AAAR)
- Polish Society of Aeronautics and Astronautics (PSAA)
- Tsentralniy Aerogidrodinamicheskiy Institut (TsAGI)

### Assoziierte Mitglieder
- Czech Aeronautical Society
- European Association of Aerospace Students
- Von Karman Institut für Strömungsmechanik